# Іван Волянський
Іван Воланський (пол. Iwan Wolański; 1887 — 1950?, Аргентина) — український громадський діяч у Галичині, політик, юрист, адвокат, громадський діяч, депутат Сейму Польської Республіки (1918—1939).

## Життєпис
Був доктором права та адвокатом у Станиславові. Очолював «Рідну школу» у Станіславівському та Тлумацькому повітах, був членом головної управи «Рідної школи» та головою Товариства «Скала», освітньо-католицької організації, заснованої єпископом Григорієм Хомишиним. З 1933 року голова Української католицької народної партії.
У 1935 році він став членом парламенту 4-го терміну, обраний 62 072 голосами за державним списком у виборчому окрузі № 66 (повіти: Станіславівський, Тлумацький і Надвірнянський).
У 1938 році був переобраний депутатом Сейму.